# Heidenau
Heidenau là một thị xã ở huyện Sächsische Schweiz-Osterzgebirge, bang Sachsen, Đức. Đô thị Heidenau có diện tích 11 km².. Trong đệ nhị thế chiến, một phân trại của trại tập trung Flossenbürg nằm ở đây. Thị xã nằm bên tả ngạn sông Elbe, 13 km về phía đông nam của trung tâm thành phố Dresden.